# Universidad Heriot-Watt
La Universidad Heriot-Watt en Edimburgo (Escocia) es la octava universidad más antigua del Reino Unido. Su nombre hace honor a George Heriot (financiero del siglo XVI) y James Watt (inventor e ingeniero del siglo XVIII). La universidad fue creada como Escuela de Arte de Edimburgo en 1821. Desde 1869 se aceptó el acceso de las mujeres a esta universidad, unos 20 años antes que en otras instituciones.
Mientras que en sus orígenes contaba con un solo campus situado en el centro de Edimburgo, en la actualidad, Heriot-Watt dispone de cuatro campus. El campus central se encuentra en el área de Riccarton (a las afueras de Edimburgo). El resto de campus se encuentran en Galashiels en Scottish Borders (antiguamente conocido como Escuela Textil de Escocia), Stromness en Orkney, en Dubái y más recientemente en Malasia.
La Universidad Heriot-Watt tiene un total de 17.700 estudiantes (según datos estadísticos de 2006/07), de los cuales 10.700 procedentes de 150 países diferentes cursan programas internacionales, incluyendo el programa MBA, y aquellos estudiantes cursando en una de las 53 instituciones con las que Heriot-Watt tiene acuerdos alrededor del mundo. La universidad tiene alrededor de 7000 estudiantes en los campus de Escocia, de los cuales más de una cuarta parte proceden de fuera del Reino Unido; este enfoque internacional crea un entorno muy cosmopolita en la vida universitaria.
La Universidad Heriot-Watt destaca por sus cursos de idiomas (alemán, francés y español, además de inglés), empresariales y tecnologías de la información.